# Sabicea oblongifolia
Sabicea oblongifolia là một loài thực vật có hoa trong họ Thiến thảo. Loài này được (Miq.) Steyerm. miêu tả khoa học đầu tiên năm 1967.